# Santa Fe de Amboró
Santa Fe de Amboró es una localidad de Bolivia, ubicada en las tierras bajas del país. Administrativamente se encuentra en el municipio de Buena Vista de la provincia Ichilo en el departamento de Santa Cruz.
El pueblo está a una altitud de 435 m s. n. m., en un afluente que fluye hacia el norte del río Guendá, que continúa fluyendo hacia el río Piraí. El Parque Nacional Amboró se encuentra a poco más de 4 km al suroeste de la localidad.

## Geografía
Santa Fe de Amboró tiene un clima tropical semihúmedo y húmedo con bajas fluctuaciones de temperatura diurnas y nocturnas.
La precipitación anual en la región es de alrededor de 1000 mm, la temperatura media anual en alrededor de 24 °C. Una breve estación seca en julio y agosto con precipitaciones mensuales inferiores a 50 mm se contrasta con un período prolongado de humedad, en el que los valores mensuales están muy por encima de 100 de noviembre a febrero mm salir. Las temperaturas medias mensuales varían entre 20 °C en junio y julio y 26 °C de octubre a diciembre.

## Transporte
Santa Fe de Amboró se encuentra a 50 kilómetros por carretera al oeste de Santa Cruz de la Sierra, la capital departamental.
Desde Santa Fe de Amboró un camino de tierra conduce diecinueve kilómetros al este hasta Terebinto y sigue hasta Las Cruces. De allí son 20 kilómetros al este hasta el Urubó, donde el puente Mario Foianini cruza el río Piraí y después de otros dos kilómetros llega al anillo exterior de Santa Cruz de la Sierra. Ha estado proyectado desde 2017 pavimentar la carretera desde Terebinto hasta Santa Fe. Su construcción implica una inversión de $us 212 millones.

## Demografía
La población de la localidad ha disminuido en casi un tercio en la década entre los dos últimos censos:
| Año  | Habitantes | Fuente |
| ---- | ---------- | ------ |
| 1992 | -          | Censo  |
| 2001 | 689        | Censo  |
| 2012 | 515        | Censo  |

Debido a la inmigración de poblaciones rurales del Altiplano boliviano desde la década de 1960, la región tiene una cierta proporción de población quechua.